# ALIVE & KICKING
『ALIVE & KICKING』（アライブ・アンド・キッキング）は、水樹奈々の4枚目のオリジナルアルバム。2004年12月8日にキングレコードから発売された。

## 概要
矢吹俊郎プロデュース第3弾で、コーラスに奥井雅美が数曲参加している。また、5曲目の「Tears' Night」には音楽クリエイターチームであるElements Gardenの上松範康が参加しており、2005年以降の水樹奈々のシングルを本格的に手掛けることになっていく。本作で自身初となるオリコントップ20入りを果たした。
初回限定盤には特典として、特製BOX+オールカラー24P別冊PHOTO-BOOKが付いている。

## 収録曲
1. ミラクル☆フライト [4:07]
作詞・作曲・編曲：矢吹俊郎
2. innocent starter [4:38]
作詞：水樹奈々、作曲・編曲：大平勉
  - テレビアニメ『魔法少女リリカルなのは』オープニングテーマ
3. FAKE ANGEL [3:58]
作詞：水樹奈々、作曲・編曲：飯田高広
4. 大好きな君へ [4:50]
作詞：矢吹俊郎、作曲・編曲：大平勉
5. Tears' Night [5:05]
作詞：ゆうまお、作曲・編曲：上松範康（Elements Garden）
6. そよ風に吹かれて... [4:53]
作詞：矢吹俊郎、作曲・編曲：大平勉
7. Independent Love Song [5:29]
作詞：水樹奈々、作曲・編曲：大平勉
8. Take a shot [4:09]
作詞・作曲・編曲：矢吹俊郎
  - テレビアニメ『魔法少女リリカルなのは』第12話挿入歌
9. パノラマ-Panorama- [4:27]
作詞：水樹奈々、作曲：本間昭光、編曲：本間昭光・大平勉
  - PS2ゲームソフト『ロスト・アヤ・ソフィア』オープニングテーマ
10. JUMP! [4:06]
作詞：水樹奈々、作曲・編曲：飯田高広
11. cherish [4:24]
作詞・作曲・編曲：矢吹俊郎
12. It's in the bag [4:27]
作詞：矢吹俊郎、作曲：北島健二、編曲：大平勉
13. Abilities [4:26]
作詞・作曲・編曲：矢吹俊郎
14. M・A・M・A [5:42]
作詞：NAOKO、作曲・編曲：大平勉